# Don't Call the Po-Po
Don't Call the Po-Po è un singolo della cantante italiana Rose Villain, pubblicato il 28 luglio 2017. 
Il brano musicale descrive una festa in cui un ragazzo inizia a soffrire dei sintomi di overdose da sostanza stupefacente. Nonostante alcuni dei presenti suggeriscano di allertare i soccorsi, ciò non avviene e tutte le altre persone continuano a ballare indifferenti.

## Video musicale
Del brano musicale è stato realizzato anche un videoclip, ambientato nel quartiere di Manhattan, a New York, con la partecipazione di Eros Galbiati.

## Tracce
Testi di Andrea Ferrara, Rosa Luini, musiche di Andrea Ferrara.
1. Don't Call the Po-Po – 3:29